# Çaxırlı (Göyçay)
Caxırlı è un comune dell'Azerbaigian situato nel distretto di Göyçay. Conta una popolazione di 3 062 abitanti.